# Кармен (фильм, 1926)
«Кармен» (фр. Carmen) — французский немой художественный фильм режиссёра Жака Фейдера 1926 года. Экранизация новеллы Проспера Мериме «Кармен».

## Сюжет
Дон Хозе, молодой солдат, влюбляется в цыганку Кармен.  Ради любви к ней он становится дезертиром, а затем контрабандистом, после чего убивает её любовника Гарсию. Но свободолюбивая цыганка не хранит ему верности и оставляет его ради тореадора Люка. Хозе потрясённый её неблагодарностью и из ревности убивает Кармен.

## В ролях
| Актёр                | Роль              |
| -------------------- | ----------------- |
| Ракель Мельер        | Кармен            |
| Фред Луи Лерш        | Дон Хозе          |
| Гастон Модо          | Гарсиа            |
| Андре Конти          | мать Хозе         |
| Жан Мюра             | лейтенант         |
| Шарль Барруа         | Лилас Пастья      |
| Геррер де Ксандоваль | Лукас             |
| Раймон Герен‑Катлен  | испанский офицер  |
| Рэй Вуд              | английский офицер |
| Педро де Идальго     | Ремендадо         |
| Луис Бунюэль         | контрабандист     |
| Эрнандо Виньес       | гитарист          |
| Жоаким Пейнадо       | гитарист          |
| Жорж Лампен          | контрабандист     |
| Андре Эрф            |                   |

## Создание

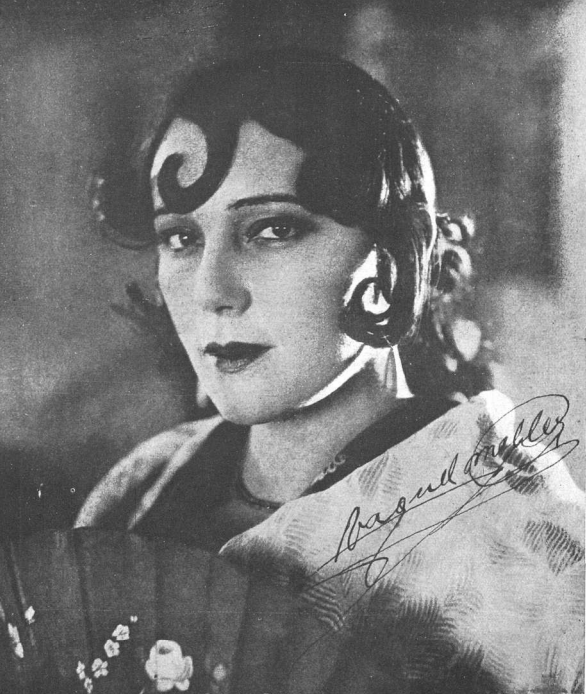
Ракель Мельер в фильме «Кармен» (1926)

В 1926—1927 годах Жак Фейдер поставил подряд две экранизации произведений французской литературной классики — новеллу «Кармен» Проспера Мериме и роман «Тереза Ракен» Эмиля Золя. По словам режиссёра выбор сюжета фильма бы во-многом вызван тем, что его привлёк реализм в новелле «Кармен». По этому поводу в октябре 1926 года он говорил: «Именно реализм, пленивший меня в Мериме, возможно, сначала смутит зрителей, слишком привязанных к музыкальному произведению. „Кармен“ — это роман девок и карабинеров. Роман грубый, живой, колоритный и очень земной. Если где-нибудь теперь ещё и существует младшая сестра Кармен, то только в книгах Франсиса Карко».
Натурные съёмки в Испании проходили с 4 ноября 1925 года по январь 1926 года. Натурные и павильонные съёмки во Франции были отсняты с 8 марта по 4 июля 1926 года. Режиссёр по своему обыкновению очень тщательно подошёл к подготовке фильма, стремясь к достоверности и реалистичности. Натурные съёмки фильма проводились в окрестностях Севильи и Ронды, где происходит действие и откуда родом героиня Мериме. Там же была осуществлена реальная испанская коррида. Власти и население Испании оказывали членам съёмочной группы поддержку и содействие, а многие местные жители поучаствовали в фильме в качестве статистов, о чём с благодарностью вспоминал режиссёр. После обращения к диктатору Мигелю Примо де Ривере в распоряжение режиссёра для съёмок в фильме были переданы пограничники, группа карабинеров и отряд конной полиции.
Для французской части съёмок  художник-постановщик Лазарь Меерсон в числе других павильонных декораций создал на студии в Монтрёй копию существующей в Севилье Змеиной улицы, которая имела в длину 80 м и была на то время самой большой в Европе. Вдоль декорации были установлены подвесные пути, с помощью которых были осуществлены съёмки с движения и различными ракурсами.
В ходе съёмок получил известность конфликт между режиссёром и исполнительницей главной роли — Ракель Мельер. Как отмечает историк кино Жорж Садуль «навязанная» Фейдеру актриса «придала картине пышность и холодность». В ходе съёмочного процесса Фейдер даже потребовал, чтобы актрису заменили, но руководители кинокомпании «Альбатрос» с этим не согласились, и режиссёр вынужден был продолжить съёмки. По мнению режиссёра суть конфликта между ним и актрисой заключалась в том, что она не принимала образ Кармен будучи по натуре очень набожной и приверженцем строгих моральных принципов: «она хотела воплощать на экране только чистых, благородных и целомудренных героинь». В этом кроется, как писал Фейдер, слабость экранного образа Кармен, так своевольная и страстная цыганка оказалась вялой и скромную девицу, что создало впечатление, что её «платоническое чувство к тореадору по роковому стечению обстоятельств вызвало преступление её жениха дона Хозе».
В этом фильме небольшую роль сыграл Луис Бунюэль. В своих воспоминаниях он указывал, что в годы приобщения к кинематографу он перебивался случайными заработками в кино и на студии «Альбатрос» сыграл эпизодическую роль контрабандиста в «Кармен» в постановке Фейдера, которым он неизменно восхищался. Так как по сюжету фильма его действие происходило в Испании, на роли гитаристов были также приглашены друзья Бунюэля — Жоаким Пейнадо и Эрнандо Виньес. Великий испанский режиссёр позже вспоминал запомнившийся ему эпизод связанный с этим фильмом:
Как — то во время съёмки одной сцены, где Кармен сидела за столом, обхватив голову руками, рядом с застывшим Хосе, Фейдер попросил меня как бы мимоходом выказать ей свою учтивость. Я подчинился. Мой галантный жест был чисто арагонским pizco — иначе говоря, я сильно ущипнул актрису, за что был ею награжден звонкой пощечиной.
Производство фильма закончено 6 сентября 1926 года. Премьера фильма прошла 5 ноября 1926 года.

## Критика
По мнению биографа режиссёра В. И. Божовича, в этом фильм Фейдер потерпел творческую неудачу, поскольку не сумел выполнить заявленного им   принципа о том, что в кинематографе необходимо стараться достигнуть  зрительного воплощения и развития главной внутренней темы произведения: «Режиссёр стал экранизировать не идею рассказа, а лишь его интригу и обстоятельства действия». По мнению того же автора, несмотря на то, что режиссёр «стремился сочетать постановочный размах с максимальной достоверностью», но не глубокое претворение на экране литературного источника, от которого по сути осталась только «приключенческая интрига  да условно‑романтические персонажи» в итоге привело к тому, что «за внешним размахом постановки были утрачены внутренние масштабы произведения». Также к недостаткам фильм Божович относит актерскую, которая характеризуется «напыщенной жестикуляцией», в результате чего многие интересные режиссерские находки теряют свою выразительность и кажутся необязательными. Так, исполнительница главной роли в картине  Ракель Меллер несмотря на то, что была испанской по происхождению, и в соответствии со своей внешностью, характеру и темпераменту могла создать запоминающийся образ Кармен не сумела реализовать это на экране. По мнению критика склоняясь к мелодраматическому штампу, в своей роли представив героиню Мериме как «сентиментальную и благородную цыганку, чистую и невинную жертву „жестоких“ мужчин».